# Josef Dittli
Pour les articles homonymes, voir Dittli.
Josef Dittli, né le 11 avril 1957 à Attinghausen (originaire du même lieu), est un homme politique suisse, membre du Parti libéral-radical. Il est membre du gouvernement uranais de 2004 à 2016 et député du canton d'Uri au Conseil des États depuis novembre 2015.

## Biographie
Josef Dittli naît le 11 avril 1957 à Attinghausen, dans le canton d'Uri. Il est originaire du même lieu.
Il exerce d'abord le métier d'enseignant à l'école primaire de 1978 à 1985. Il envisage ensuite d'étudier le droit, mais suit finalement de 1986 à 1989 une formation de militaire de carrière à l'École polytechnique fédérale de Zurich et exerce la fonction d'officier de carrière dans l'infanterie jusqu'en 1999. Après avoir suivi en 2000 une formation au Collège de défense de l'OTAN à Rome, il est commandant d'instruction de 2001 à 2004,.
Marié et père de deux enfants, il habite à Attinghausen. Il a joué pendant plusieurs années dans la première équipe de volley-ball du VBC Fortuna Bürglen.

## Parcours politique
Il est membre du Conseil communal (exécutif) d'Attinghausen de 1988 à 2002 et le préside de 1999 à 2002.
Il est élu au Conseil d'État du canton d'Uri le 21 mars 2004. Il y siège de juin 2004 à mai 2016 et le préside de 2012 à 2014. Il est chef du département de la sécurité jusqu'en 2010, puis chef des finances. Son action au gouvernement est notamment marquée par le développement d'un complexe touristique géant à Andermatt par l'homme d'affaires égyptien Samih Sawiris (de), projet pour lequel il joue un rôle important, et par le dispositif de sécurité qu'il met en place en 2006 pour empêcher les extrémistes de droite d'accéder au Grütli lors des festivités de la fête nationale suisse le 1er août.
Il est membre du Conseil des États depuis le 30 novembre 2015. Il siège à la Commission de la politique de sécurité (CPS), à la Commission de la sécurité sociale et de la santé publique (CSSS), à la Commission de politique extérieure (CPE) jusqu'en décembre 2016 et à la Commission des transports et des télécommunications (CTT) depuis lors. Il est également le président de la Délégation auprès de l'Assemblée parlementaire de l'OSCE depuis décembre 2019.

### Positionnement politique
Il définit ses convictions politiques comme suit : valeurs fondamentales libérales telles que l'indépendance et la liberté ; pas plus d'État que ce qui est strictement nécessaire ; une économie de marché forte, offrant des amortisseurs sociaux.

### Autres mandats
Il cumule de nombreux mandats dans des conseils de fondation et d'administration (20 en 2019). Il a notamment été président du comité directeur de l'association des caisses maladie Curafutura de 2018 à 2023,, où il a succédé à Ignazio Cassis.